# Te Dejo Madrid
«Te Dejo Madrid» (укр. «Я покидаю тебе, Мадрид») — другий сингл колумбійської співачки Шакіри з альбому «Laundry Service», випущений у 2002 році лейблом Epic.
Пісня стала успішною, вона зайняла перші сходинку в Італії, Іспанії, але у латиноамериканських країнах композиція не було сприйнята як хіт, у результаті — лише сорок п'яте місце в Billboard Hot Latin Tracks.

## Відеокліп
Кліп запамятався тим, що відомий іспанський тореадор Хуліан Лопес Ескабар (Ель Хулі) (Julián López Escobar (El Juli)) подав позов на Шакіру, звинувачуючи її у використанні кадрів з його виступу без його дозволу.
У самому ж відео Шакіра лежить у ліжку перед дзеркалом у костюмі тореадора. Телебачення показує сцени з боїв з биками. Співачка починає бігти до стадіону з великими ножицями, де ці записи було зроблені. Коли вони добігає, вона бачить тореадора, який дивиться на себе в дзеркало. Шакіра перевертає дзеркало і виходить на стадіон імітуючи рухи бика. Тореодор і Шакіра стикаються обличчя до обличчя, вона відвертається та починає грати на губній гармоніці. У кінці співачка ножицями відрізала собі волосся до плечей і одягає капелюх тореадора.

## Чарти
| Чарт                       | Найвища позиція |
| -------------------------- | --------------- |
| US Latin Songs (Billboard) | 45              |